# Maria Neocleous-Deutschmann
Maria Neocleous-Deutschmann, geborene Neocleous (* 1. Oktober 1951 in Athienou), ist eine in Deutschland lebende Fernsehregisseurin griechisch-zyprischer Herkunft.

## Werdegang
Nach ihrer Ankunft in Deutschland studierte sie an der Hochschule für Fernsehen und Film München (HFF).
Für Buch und Regie zu dem vierten und fünften Teil Die Knapp-Familie erhielt sie 1983 den Adolf-Grimme-Preis mit Silber (zusammen mit Stephan Meyer und Jörn Klamroth).
Sie ist eine Heilpraktikerin für Psychotherapie nach § 1 HeilprG in Berlin.

## Regiearbeiten
- 1975: Zwischen Land und Meer (Spielfilm; Regie und Drehbuch; Abschlussfilm an der HFF)
- 1976: Sylvia, ich lieb dich (Fernsehfilm)
- 1977: Damen haben Vortritt (Fernsehfilm)
- 1979: Freundinnen (Fernsehserie)
- 1980: Ein Mayer kommt selten allein (Fernsehserie; 13 Folgen)
- 1981: Bäume ausreißen (Fernsehfilm)
- 1982: Der Auslöser (Fernsehfilm)
- 1982/83: Innige Verbundenheit (Fernsehfilm; Hauptdarstellerin Eva-Maria Hagen)
- 1983: Kontakt bitte… (Fernsehserie)
- 1990: mehrere Episoden der Fernsehserie Lindenstraße